# Mozilla Open Badges
Mozilla Open Badges (Open Badge Infrastructure o OBI) è un progetto creato da Mozilla che rilascia badge digitali per riconoscere le competenze. L'infrastruttura OBI consente di visualizzare i risultati e le competenze, queste possono aiutare con le opportunità di carriera e di formazione. OBI consente agli emittenti di badge e agli sviluppatori di creare badge permettendo agli studenti on-line di scegliere tra una serie di differenti percorsi di sviluppo.

## Lo scopo dei badges
Gli Open Badge sono indicatori digitali di competenze acquisite all'interno o all'esterno di classi. Open Badges differiscono dalle rappresentazioni puramente visive di badge in quanto contengono metadati che indicano chi ha rilasciato il badge, criteri di valutazione e altre informazioni, ognuno dei quali è hardcoded nel file immagine stessa. La tecnologia supporta una gamma di tipi di badge, sviluppati in collaborazione con chi li rilascia. I badge possono puntare a competenze come ad esempio programmazione (informatica), così come  a soft skills o competenze come social media e argomenti Web 2.0. Essi possono essere emessi da istituti educativi tradizionali, ordini professionali, organizzazioni di apprendimento, programmi di doposcuola o iniziative online (tra cui MOOC).